# École pratique des hautes études
L’École pratique des hautes études (EPHE) est un établissement français d'enseignement supérieur fondé en 1868. Son statut de grand établissement de type EPSCP lui permet d'admettre ses étudiants de façon sélective.
Elle est aujourd'hui composée de trois sections : Sciences de la vie et de la terre (SVT), Sciences historiques et philologiques (SHP) et Sciences religieuses (SR) et de quatre instituts (Institut européen en sciences des religions (IESR), Institut des récifs coralliens du Pacifique (IRCP), Institut transdisciplinaire d’étude du vieillissement (ITEV) et Institut des langues rares (ILARA)). L'ancienne VIe section (Sciences économiques et sociales), dirigée par Fernand Braudel, est depuis 1975 un établissement indépendant, l'École des hautes études en sciences sociales (EHESS).
La mission statutaire de l'EPHE est, dans les champs scientifiques qu'elle couvre, « le développement de la recherche et la formation par la pratique de la recherche ». 
Implantée à la Sorbonne depuis sa fondation, l'EPHE, qui relève du ministère de l'Enseignement supérieur, est aussi présente dans différentes universités et centres de recherche, principalement à Paris, notamment au sein du Campus Condorcet – où elle construit son futur siège, mais aussi à Montpellier, Perpignan, Bordeaux, Lyon, Dijon, Dinard, Caen et en Polynésie française (Moorea). Son siège administratif est quant à lui situé au sein des Patios Saint-Jacques, rue Ferrus.
Établissement-composante de l'université Paris sciences et lettres (PSL), elle est également membre fondateur de l'établissement public (EPCA) Campus Condorcet.

## Histoire de l'EPHE

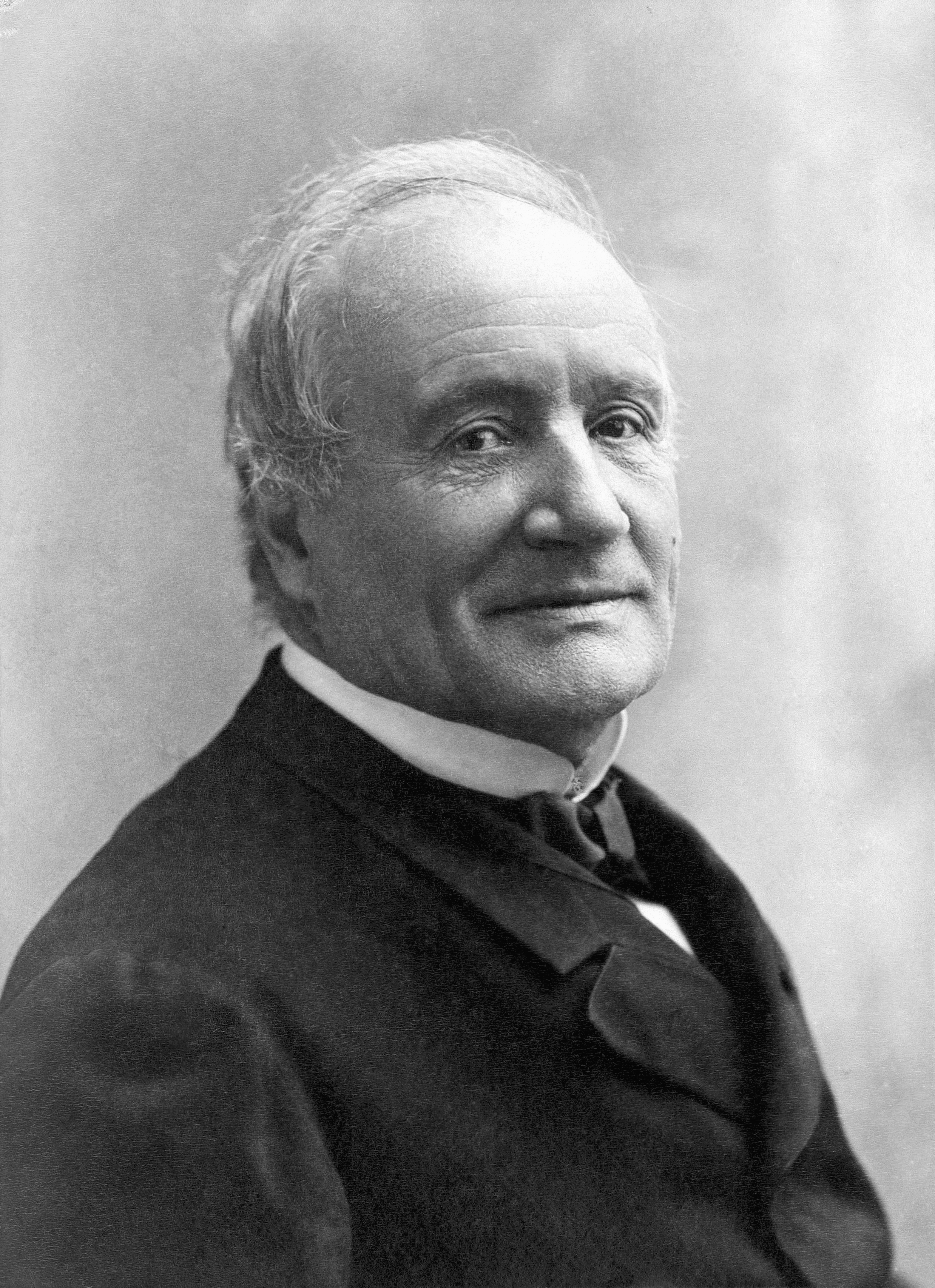
Victor Duruy vers 1875.

### Motifs de la création
En 1864, Ernest Renan publie un article dans la Revue des deux Mondes où il oppose les universités allemandes qui suscitent « le mouvement intellectuel le plus riche, le plus flexible, le plus varié » à l'enseignement supérieur français qui, à l'image de l'enseignement du philosophe Victor Cousin, « est moins celui de la science moderne que celui des rhéteurs du IVe ou du Ve siècle » : Renan déplore ainsi que le niveau de l'enseignement philosophique et scientifique français soit rendu médiocre par l'accent porté sur la rhétorique au détriment de la recherche scientifique et de l'érudition.
Victor Duruy (1811-1894), ministre de l'Instruction publique de Napoléon III depuis juin 1863, est sensible aux arguments de Renan ainsi qu'aux idées pédagogiques d'Hippolyte Taine. Soucieux en outre de la position des universités françaises par rapport à leurs homologues allemandes, il commande à son administration une enquête comparée sur les établissements supérieurs en France, en Angleterre, en Belgique, aux Pays-Bas et en Allemagne. Cette Statistique de l'enseignement supérieur, publiée en 1868, liste une importante série de carences et de dysfonctionnements divers, parmi lesquels l'insuffisance de tous les moyens de travail, le trop petit nombre de chaires, le délabrement des bâtiments, l'isolement du corps enseignant, la médiocrité des bibliothèques et l'impécuniosité des chercheurs. De plus, les professeurs les plus renommés de la Sorbonne, de l'École normale supérieure ou du Collège de France doivent se contenter de faire un cours magistral faisant une synthèse des connaissances acquises sur le thème de la chaire qu'ils occupent.
La création de l'EPHE doit beaucoup à des universitaires comme Renan, Boutmy, Lavisse, Berthelot et Pasteur qui combattaient alors pour une réforme de l'enseignement supérieur.

### Statuts d'origine
« Victor Duruy décide de renouveler l'enseignement universitaire français, non pas de l'intérieur », car il sait qu'il va rencontrer une opposition invincible, « mais plutôt en ajoutant une création périphérique à la vieille Université », comme cela avait été fait depuis des siècles avec par exemple la création du Collège de France. Pour sa création, Victor Duruy, qui ne cachait pas son ambition, dit à Louis Liard : 

« L’École des hautes études est un germe que je dépose dans les murs lézardés de la vieille Sorbonne ; en se développant il les fera crouler. »

 De fait, il s'agit de promouvoir des enseignements et des manières d'enseigner que l'Université ignore, en s'inspirant des séminaires à l'allemande. L'EPHE doit être une institution d'érudition et de recherche, chargée d'initier par l'exemple des étudiants à des pratiques (d'où son nom).
L'École pratique appuie sur le rapport « pratique » à la recherche. Dès son origine, elle se consacre à la production et à la transmission de connaissances, en proposant à ses étudiants les séminaires de personnalités issues du monde académique (docteurs et agrégés) et des scientifiques qui travaillent en laboratoire (dans les sciences techniques et expérimentales ou dans les sciences humaines et sociales). Les directeurs d'études sont en effet, soit des universitaires, soit des professionnels de la recherche dans des instituts privés et publics. Ce type de recrutement (universitaires / professionnels reconnus dans le champ étudié) qui fait aujourd'hui l'originalité des écoles de commerce et des écoles d'ingénieurs est très ancien pour l'EPHE.
L'École pratique des hautes études est créée par un décret daté du 31 juillet 1868 dont l'article 1er dispose : « Il est fondé à Paris, auprès des établissements scientifiques qui relèvent du Ministère de l'Instruction publique, une École pratique des hautes études ayant pour but de placer, à côté de l'enseignement théorique, les exercices qui peuvent le fortifier et l'étendre ».
L'initiative est conçue comme une entité administrative chargée de dispenser les fonds favorisant la recherche pure et la formation. En 1888, l'EPHE dispose par exemple de 329 600 francs provenant du ministère pour la formation et la recherche avancée, auxquels s'ajoute une subvention de 36 000 francs de la Ville de Paris pour les bourses d'études.
Il s'agit d'une part de permettre à des savants qui n'ont pas un cursus académique classique avec une thèse d'État de donner des enseignements supérieurs de haut niveau, et d'autre part de développer la dimension pratique ou applicable des savoirs universitaires, ainsi que des nouvelles branches de ces savoirs.
Pour permettre de recruter des nouveaux professeurs formant un corps distinct de celui des professeurs d'université, le titre de docteur d'État n'est pas exigé si l'on recrute des professionnels du champ scientifique étudié (dans la pratique beaucoup sont les enseignants qui ont des doctorats et travaillent comme professionnels dans des instituts de recherche appliquée) ; les enseignants n'ont pas tous le titre de « professeur » mais de « directeur d'Étude ».
Comme au Collège de France, l'intitulé des chaires varie avec l'évolution de la recherche. Ceci permet à l'EPHE de rester à la pointe de la recherche pratique à chaque nouveau recrutement à partir du thème proposé par le candidat élu. Les cours qui changent régulièrement suivant l'avancée même des travaux des directeurs d'étude sont annoncés aux étudiants par une grande affiche.

### Débuts

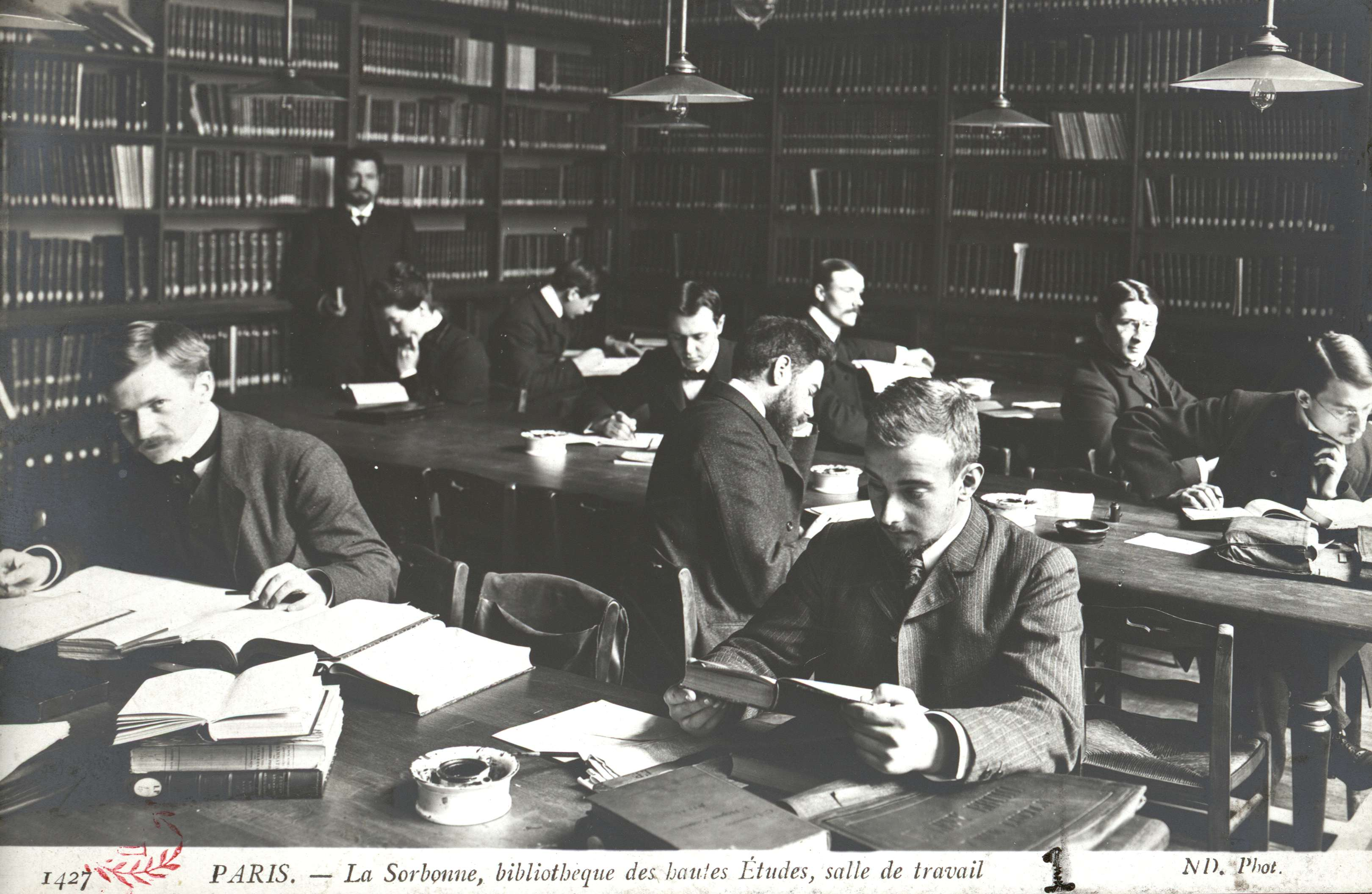
Bibliothèque des hautes études : salle de travail (actuelle salle Jankélévitch de la bibliothèque de la Sorbonne). ND Phot. Source : Bibliothèque de la Sorbonne.

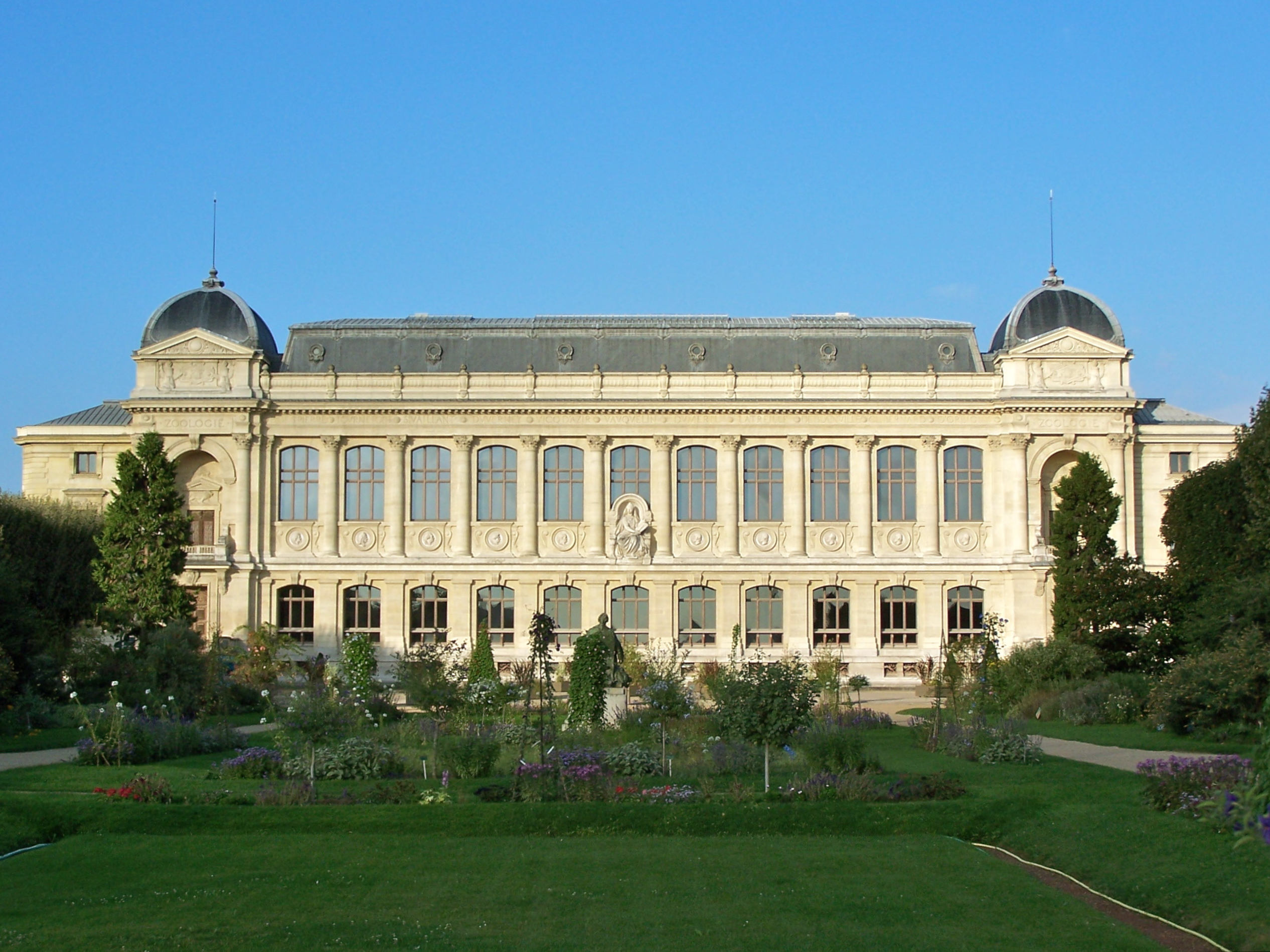
Le Muséum national d'histoire naturelle accueille dès l'origine des laboratoires de l'EPHE.

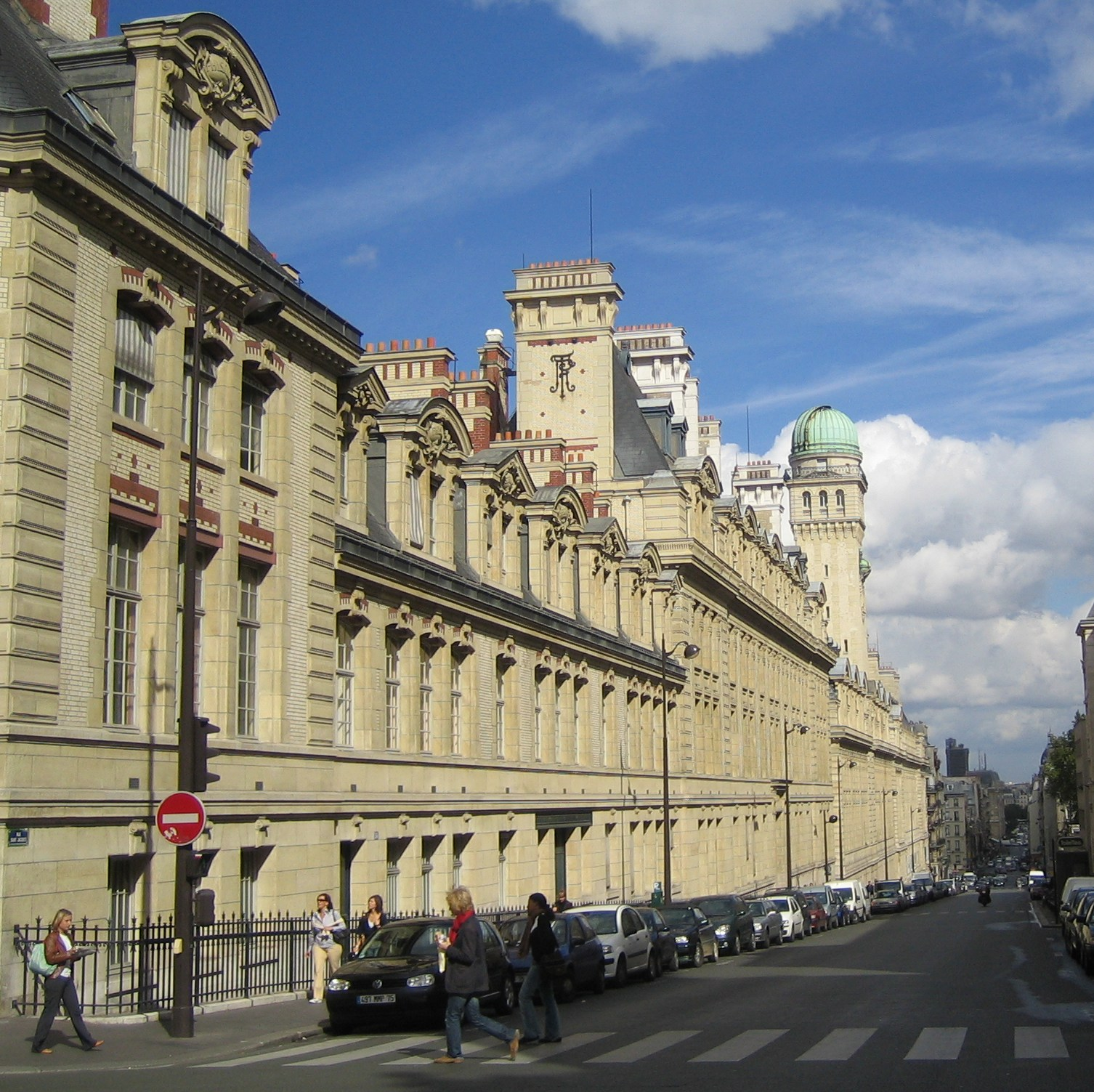
…ainsi que la Sorbonne.

L'EPHE comptait initialement (1868) quatre sections :
- Mathématiques (Ier section), sous la direction de Joseph Bertrand, Michel Chasles (président de section), Charles-Eugène Delaunay, Joseph-Alfred Serret, et Victor Puiseux[11] ;
- Physique et chimie (IIe section), sous la direction d’Antoine-Jérôme Balard, Charles Adolphe Wurtz et Jules Jamin ;
- Sciences naturelles et physiologie (IIIe section), sous la direction de Henri Milne Edwards, Joseph Decaisne et Claude Bernard, Marcellin Berthelot (l'un des précurseurs de l'approche systémique en biochimie) ;
- Une quatrième section s'est ajoutée, elle rassemble les Sciences historiques et philologiques et les Sciences Religieuses (IVe section), héritière de la Faculté de théologie de Paris.

C'est depuis cette époque que la discipline histoire a en France pour particularité d'être considérée comme une science pratique, et actuellement rangée parmi les sciences sociales.
Une cinquième section, sans numéro, est bientôt ajoutée (1869), pour les :
- Sciences économiques et administratives, celle qui doit traiter de la réflexion sur les affaires publiques et sur les instruments de leurs gestions. Elle n'aura pas d'avenir à cause de la guerre, de la chute du Second Empire, et c'est l'École libre des sciences politiques, créée en 1873, qui en reprendra le programme[9].

Comme elle est dépourvue de locaux spécifiques, un programme d'agrandissement de la Sorbonne, du Muséum et de la Faculté de médecine de Paris est lancé afin de donner de l'espace aux nouveaux laboratoires.
À l'ouverture, 400 personnes postulent pour les cours libres et 264 sont admis (37 en Ire section, 75 en IIe, 94 en IIIe et 68 en IVe).
L'école propose à ses débuts 42 cours puis, dès 1872, 60, dont 15 en province. En 1872, il est compté 20 laboratoires de recherche à Paris et 8 en province, 36 « laboratoires d'enseignement » à Paris et 5 en province.

### Évolution
En 1886, l'EPHE est dotée d'une nouvelle section : Sciences religieuses (Ve section). 
Lors de l’Occupation pendant la Seconde Guerre mondiale, des universitaires français en exil issus de l’EPHE fondent, au début de 1942 l’École libre des hautes études, à New York, comme instrument de résistance intellectuelle des érudits fuyant l'Europe. 
En 1947, à la suite du démantèlement de l’ELHE, celle-ci se reforme à Paris, en tant que branche de l’EPHE, sous le nom d’École des hautes études en sciences sociales. La section « Sciences économiques et administratives » est recréée avec comme intitulé « Sciences économiques et sociales (VIe section) », sous la direction de l'historien Fernand Braudel. Cette section prend par la suite de l'autonomie et finit en 1975 par devenir un grand établissement indépendant, l'École des hautes études en sciences sociales.
En 1986, les Ire et IIe sections sont supprimées et rattachées soit aux universités, soit au CNRS.

## Situation actuelle

### Sections et instituts
L'EPHE comprend donc actuellement trois sections, quatre instituts et un écomusée :
- Sciences de la vie et de la terre ;
- Sciences historiques et philologiques ;
- Sciences religieuses ;
- l'Institut d’étude des religions et de la laïcité (ex-Institut européen en sciences des religions) ;
- l'Institut des récifs coralliens du Pacifique ;
- l'Institut transdisciplinaire d'étude du vieillissement (ITEV)[12] ;
- l'Institut des langues rares (ILARA)[13] ;
- L'écomusée Te Fare Natura sur l'île de Moorea en Polynésie Française.

### Participation à un établissement
Le 3 février 2022, l'EPHE fonde avec, avec le Ministère de l'Enseignement supérieur et de la recherche, l'Université de Strasbourg, l'Université d'Aix-Marseille, l'Inalco et l'EHESS, le groupement d'intérêt public (GIP) Institut français de l’islamologie.

### Locaux

#### Locaux parisiens
Depuis juillet 2013, le siège de l'EPHE, précédemment situé au 46, rue de Lille, est installé aux Patios Saint-Jacques (4-14, rue Ferrus dans le 14e arrondissement de Paris).
La section Sciences de la vie et de la terre est répartie dans l'ensemble des universités accueillant les laboratoires et des CHU.
Jusqu'en 2010, les sciences humaines étaient uniquement enseignées à la Sorbonne. En 2011, pour compléter ces locaux devenus trop exigus à la suite d'une restructuration, des salles supplémentaires ont été ouvertes pour les sciences humaines dans le bâtiment Le France (190-198, avenue de France). Depuis avril 2017, ces salles supplémentaires ont été déplacées à la Maison des Sciences de l'Homme, au 54 boulevard Raspail, dans le 6e arrondissement de Paris. Des enseignements ont lieu aussi à la Maison de l'Asie et à l'Institut national d'histoire de l'art.
Depuis 2019, l'EPHE occupe une partie des locaux de la Cité des humanités et des sciences sociales (Campus Condorcet). Elle y construit son futur siège qui devrait être opérationnel en 2028.

#### Locaux polynésiens
En 2009, le laboratoire déjà installé à Moorea (Polynésie française) devient la base de l'Institut des récifs coralliens du Pacifique (IRCP).

### Différents diplômes délivrés par l'EPHE
L'EPHE rassemble 260 enseignants-chercheurs rattachés à des équipes, ainsi qu'une trentaine d'allocataires de recherche. Conçue comme un lieu privilégié d'initiation et de formation à la pratique de la recherche de haut niveau, l'EPHE s'appuie sur un certain nombre d'Unités mixtes de recherche liées à de grands organismes de recherche comme le CNRS, l'INSERM et l'INRA. Les enseignements en master et en doctorat y sont dispensés par des chercheurs. Les cours ou séminaires sont accessibles aux étudiants sélectionnés par l'EPHE et aux auditeurs libres (sans prérequis de formation, de diplôme ou de fonction). À la rentrée 2022, l'EPHE accueillait 2 000 étudiants et auditeurs inscrits, dont 42 % d'étudiants étrangers.

#### Diplômes sélectifs: master, doctorat, diplôme de l'EPHE et habilitation à diriger les recherches
Les étudiants en master ou en doctorat qui obtiennent un diplôme national de grand établissement de PSL, sont sélectionnés à bac+3, bac+4 et bac+5 sur leur notes, leur projet de recherche et surtout leur expérience professionnelle, parfois sur leur connaissance d'une langue rare ou d'une spécificité qu'ils ne pourront pas valoriser dans un établissement universitaire classique. Ils sont soumis en plus d'une scolarité composée de séminaires de spécialisation (avec pour cette partie un emploi du temps comparable à l'Université mais des séminaires généralement plus poussés qu'à l'Université car proposés par des universitaires et des professionnels de la recherche travaillant dans des centres de recherches, des institutions privés ou publics) à un travail de recherche pratique (c'est-à-dire dans un laboratoire scientifique pour la section des sciences naturelles ou pour les sciences historiques, philologiques et religieuses des travaux d'archéologie sur le terrain, d'apprentissage des langues sur le terrain, d'épigraphie, de traduction et souvent des stages dans des instituts de recherches spécialisées dans la recherche par la pratique, c'est-à-dire en rapport direct avec les documents d'archives, les fouilles et les centres de recherches des civilisations étudiées),.
Le diplôme de l'EPHE est un diplôme d'établissement hors système LMD, il propose une équivalence bac+5 à des professionnels ayant une expérience du domaine concerné. Le diplôme est reconnu dans les structures de recherches publiques françaises. Avant 2004, l'établissement permettait à des élèves, sélectionnés sur dossier (la majorité ayant largement entamé leur carrière professionnelle), de suivre des séminaires spécialisés. Depuis 2004, l'EPHE s'est inscrite dans le système LMD : Tout en continuant à délivrer ses diplômes propres, l'EPHE peut attribuer des diplômes universitaires nationaux de deuxième et troisième cycle (master et doctorat), ainsi que l'habilitation à diriger des recherches (HDR).
L'ensemble des diplômes a été transféré à Paris Sciences et Lettres.

#### Statut d'auditeur de l'EPHE (non sélectif)
Enfin, les auditeurs libres sont toutes les personnes qui souhaitent suivre les séminaires d'un enseignant de l'EPHE mais qui ne sont pas engagées dans un cursus universitaire ou qui ne se sentent pas la capacité d'effectuer les recherches attendues pour valider le séminaire.

### Domaines d'étude

#### Masters en Sciences humaines et sociales
Contrairement à l'Université, l'EPHE entend proposer un enseignement de grande spécialisation à des étudiants qui ont déjà préalablement travaillé sur ces sujets en apprenant toutes les ressources théoriques et surtout en ayant les ressources pratiques permettant d'aborder des sujets complexes dont les enjeux sont souvent aigus. L'EPHE propose une formation à la recherche et à la recherche appliquée pour des problématiques complexes. Dans le champ des sciences religieuses, l'EPHE propose tout simplement le seul enseignement menant à un diplôme non pas en théologie mais en sciences des religions et ce dans un établissement public hautement sélectif.
La nature pratique, c'est-à-dire tout à la fois très pointue dans l'actualisation de connaissances difficiles d'accès (stratégie, interprétations religieuses, histoire et archéologie orientales, langue et grammaire de langues anciennes et rares) et apportant une plus-value applicable dans des laboratoires et des institutions a fait par exemple d'un des Masters la formation de référence en art de la stratégie des étudiants de l'École de Guerre et de très nombreux officiers de Saint-Cyr car la stratégie y est abordée de manière comparée (Asie, Islam, Europe, etc.).
Les Masters en Sciences Humaines et Sociales forment à travers leurs différents parcours un grand nombre d'experts en stratégie comparée en histoire orientale et en sciences des religions qui travaillent dans la diplomatie, l'armée et les centres d'analyse stratégique. L'EPHE peut d'ailleurs se targuer d'être l'une des seules formations en France à proposer des enseignements sur les droits orientaux (asiatiques et islamiques notamment) mais également leur histoire et les philosophies qui permettent de les comprendre.

#### Master en Sciences du vivant
Deux parcours, opérés par l’EPHE sont regroupés au sein du cursus IMaGHE (Integrative Master for Global Health and Ecology). Ces parcours sont marqués par une forte identité de formation par la recherche. Le parcours Physiopathologie Intégrative (PPI) est dédié à la biologie du vivant, de la molécule à l'organisme. Le parcours Biodiversité et Environnement (B&E) est dédié à la biologie du vivant, de l'organisme à l'environnement. Globalement, les programmes de ces deux parcours abordent des questions sur les interactions biotiques et abiotiques qui affectent la santé des organismes et des écosystèmes. Ainsi, ces deux parcours forment des scientifiques impliqués dans des projets de recherche physiologique ou environnementale, qu'ils soient appliqués ou académiques. L’organisation du Master 1 aussi bien que du Master 2 permet une implication précoce dans un projet de recherche (ou R & D) par l’adossement de l’apprentissage théorique avec le contexte et la pratique du stage.

### Liens avec d'autres institutions
L'EPHE entretient des échanges avec des universités et institutions de recherche de différentes parties du monde, en priorité dans le cadre de coopérations avec les pays de la Méditerranée et l'Asie.

## Personnalités de l'EPHE

### Membres

#### Sciences de la vie et de la terre
- Monique Adolphe (1932-2022) ;
- Jean Chambaz (1953-) ;
- Francis Eustache (1955-).

#### Sciences historiques et philologiques
- Michel Antoine (1925-2015) ;
- Frédéric Barbier (1952-2023) ;
- Pierre Chantraine (1899-1974) ;
- Anne Chayet (1943-2015) ;
- Philippe Charlier (1977-) ;
- Yves Coppens (1934- 2022) ;
- Hervé Coutau-Bégarie (1956-2012) ;
- Michel Fleury (1923-2002) ;
- Lionel Galand (1920-2017) ;
- Perrine Galand-Hallyn (1956-) ;
- Claude Hagège (1936-) ;
- Élisabeth Labrousse (1914-2000) ;
- Ernest Labrousse (1895-1988) ;
- Jacques Le Rider (1954-) ;
- Michel Lejeune (1907-2000) ;
- André Lemaire (1942-) ;
- Jean-Michel Leniaud (1951-) ;
- Georges Le Rider (1928-2014) ;
- Jean-Pierre Mahé (1944-) ;
- Pierre Marsone (1966-) ;
- Joseph Mélèze-Modrzejewski (1930-2017) ;
- Bruno Neveu (1936-2004) ;
- Gaston Paris (1839-1903) ;
- Gilles Pécout (1961-) ;
- François Queyrel (1956-) ;
- Michel Roblin (1910-1998) ;
- Pierre Toubert (1932-2025) ;
- Jacques Verger (1943-) ;
- Pascal Vernus (1946-) ;
- Jean-Claude Waquet (1952-) ;
- Emmanuel de Waresquiel (1957-).

#### Sciences religieuses
- Mohammad Ali Amir-Moezzi (1956-) ;
- Jean-Robert Armogathe (1947-) ;
- Jean-Christophe Attias (1958-) ;
- Jean Baubérot (1941-) ;
- Hubert Bost (1957-) ;
- Olivier Boulnois (1961-) ;
- Esther Benbassa (1950-) ;
- Katia Buffetrille (1948-) ;
- Olivier Christin (1961-) ;
- Oscar Cullmann (1902-1999) ;
- Régis Debray (1940-) ;
- Danièle Dehouve (1945-) ;
- Vincent Delecroix (1969-) ;
- Antoine Faivre (1934-) ;
- Lucien Febvre (1878-1956) ;
- André-Jean Festugière (1898-1982) ;
- Pierre Hadot (1922-2010) ;
- Roberte Hamayon (1939-) ;
- Christian Jambet (1949-) ;
- Matthew Kapstein (1949-) ;
- Ernest-Marie Laperrousaz (1924-2013) ;
- Jacques Le Brun (1931-2020) ;
- Alain Le Boulluec (1941-) ;
- Claude Lévi-Strauss (1908-2009)[Note 7] ;
- Alain de Libera (1948-) ;
- Marcel Mauss (1872-1950) ;
- Simon Claude Mimouni (1949-) ;
- Gérard Nahon (1931-2018) ;
- Henri-Charles Puech (1902-1986) ;
- Jean-Noël Robert (1949-) ;
- Irène Rosier-Catach ;
- Jean-Paul Willaime (1947-) ;
- Valentine Zuber (1965-).

### Anciens membres et personnalités associées
Ire, IIe, et IIIe section
- Antoine-Jérôme Balard (1802-1876) ;
- Claude Bernard (1813-1878) ;
- Marcellin Berthelot (1827-1907) ;
- Ivan Bertrand (1893-1965) ;
- Édouard Branly (1844-1940) ;
- Paul Broca (1824-1880) ;
- Albert Chappellier (1873-1949) ;
- Jean-Baptiste Charcot (1867-1936) ;
- Joseph Decaisne (1807-1882) ;
- Paul Desains (1817-1885) ;
- Edmond Frémy (1814-1894) ;
- Bernard Halpern (1904-1978) ;
- Paul Hautefeuille (1836-1902) ;
- Jules Jamin (1818-1886) ;
- Pierre Lecomte du Nouÿ (1883-1947) ;
- Léon Henri-Martin (1864-1936) ;
- Henri Milne Edwards (1800-1885) ;
- Henri Moissan (1852-1907), prix Nobel de chimie en 1906 ;
- Lucie Randoin (1885-1960) ;
- Émile Roux (1853-1933) ;
- Henri Wallon (1879-1962) ;
- Charles Adolphe Wurtz (1817-1884).

Sciences historiques et philologiques et Sciences Religieuses
- Arthur Amiaud (1849-1889) ;
- Louis Bazin (1920-2011) ;
- Émile Benveniste (1902-1976) ;
- André Berthelot (1862-1938)[Note 8] ;
- Raymond Bloch (1914-1997) ;
- Bernhard Blumenkranz (1913-1989) ;
- Jean Bottéro (1914-2007) ;
- Jacques Boussard (1910-1980) ;
- Michel Bréal (1832-1915) ;
- André Chastagnol (1920-1996) ;
- Raymond Chevallier (1929-2004) ;
- Marcel Cohen (1884-1974) ;
- Jean-Claude Coquet (1928-) ;
- Henry Corbin (1903-1978) ;
- Pierre Courcelle (1912-1980) ;
- Albert Dauzat (1877-1955) ;
- Jean Delumeau (1923-2020) ;
- François de Dainville (1909-1971) ;
- Georges Devereux (1908-1985) ;
- Louis Duchesne (1843-1922) ;
- Georges Dumézil (1898-1986) ;
- Paul-Marie Duval (1912-1997) ;
- Gustave Fagniez (1842-1927) ;
- Jean Favier (1932-2014) ;
- Bernard Frank (1927-1996) ;
- Étienne Gilson (1884-1978) ;
- Marcel Granet (1884-1940) ;
- Albert Grenier (1878-1961) ;
- Bernard Guenée (1927-2010) ;
- Joseph Halévy (1827-1917) ;
- Jean Irigoin (1920-2006) ;
- Alexandre Kojève (1902-1968) ;
- Alexandre Koyré (1892-1964) ;
- Mayer Lambert (1863-1930) ;
- Gabriel Le Bras (1891-1970) ;
- Maurice Leenhardt (1878-1954) ;
- Israël Lévi (1856-1939) ;
- Sylvain Lévi (1863-1935) ;
- Éveline Lot-Falck (1918-1974) ;
- Isidore Loeb (1839-1892) ;
- Alfred Loisy (1857-1940) ;
- Jules Marouzeau (1878-1964) ;
- Gaston Maspero (1846-1916) ;
- Louis Massignon (1883-1962) ;
- Jean de Menasce (1902-1973) ;
- Michel Mollat du Jourdin (1911-1996) ;
- Gabriel Monod (1844-1912) ;
- Claude Nicolet (1930-2010) ;
- Jean-Marie Pesez (1929-1998) ;
- Yánnis Psycháris (1854-1929) ;
- Albert Réville (1826-1906) ;
- Maxime Rodinson (1915-2004) ;
- Germaine Rouillard (1888-1946) ;
- Ferdinand de Saussure (1857-1913) ;
- François Secret (1911-2003) ;
- François Simiand (1873-1935) ;
- Jules Soury (1842-1915) ;
- Pierre Teilhard de Chardin (1881-1955) ;
- Joseph Vendryes (1875-1960) ;
- Jean-Pierre Vernant (1914-2007) ;
- Vladimir Vodoff (1935-2009)
- William Henry Waddington (1826-1894) ;
- Éric Weil (1904-1977).

Sciences économiques et sociales
- Roland Barthes (1915-1980) ;
- Fernand Braudel (1902-1985) ;
- Pierre Bourdieu (1930-2002) ;
- Henri Desroche (1914-1994) ;
- Jacques Dupâquier (1922-2010) ;
- Alphonse Dupront (1905-1990) ;
- David Feuerwerker (1912-1980) ;
- Lucien Febvre (1878-1956) ;
- Pierre Francastel (1900-1970) ;
- Jean Fourastié (1907-1990) ;
- François Furet (1927-1997) ;
- Jacques Gernet (1921-2018) ;
- Maurice Godelier (1934-) ;
- Marcel Griaule (1898-1956) ;
- Alfred Métraux (1902-1963) ;
- André Piatier (1914-1991) ;
- Germaine Tillion (1907-2008) ;
- Pierre Vidal-Naquet (1930-2006) ;
- Salvador Romero Pittari (es) (1938-2012).

### Présidents de l'EPHE
- 1983-1989 : Claude Tardits (d)
- 1990-1994 : Monique Adolphe
- 1994-1998 : Bruno Neveu
- 1998-2002 : Jean Baubérot
- 2002-2006 : Marie-Françoise Courel (d)
- 2006-2011 : Jean-Claude Waquet
- 2011-2013 : Denis Pelletier[19]
- 2013-2018 : Hubert Bost[20]
- 2018-2023 : Jean-Michel Verdier (d)[21]
- Depuis octobre 2023 : Michel Hochmann